# Telstar 18
Telstar 18 ist ein Kommunikationssatellit des kanadischen Satellitenbetreiber Telesat Canada. Der Satellit wurde am 29. Juni 2004 gestartet. Der Satellit ermöglicht Telefon-, Video- und Datenkommunikation über die gesamte asiatisch-pazifische Region. Der Satellit versorgt die asiatischen Hauptstädte von und nach Nordamerika bis nach Hawaii.  